# Cecilia Sundh
Cecilia Sundh, född 1971, är en svensk lärare, skolbibliotekarie och författare.
Sundh är född och uppväxt i Falun, idag bosatt i Storuman. Hon utbildade sig till grundskollärare och studerade även teater. 2018 debuterade hon som författare med Lisen åker vilse, den första i en serie lättlästa böcker för yngre barn. 
Sundh har också skrivit en trilogi med böcker för mellanåldern, Älgpojken, som tilldrar sig under stenåldern i Norrland. Tonårsromanen Tusen gånger om handlar om en 13-åring som blir utsatt för en våldtäkt och hur hon efteråt skäms och anklagar sig själv.